# مشوي

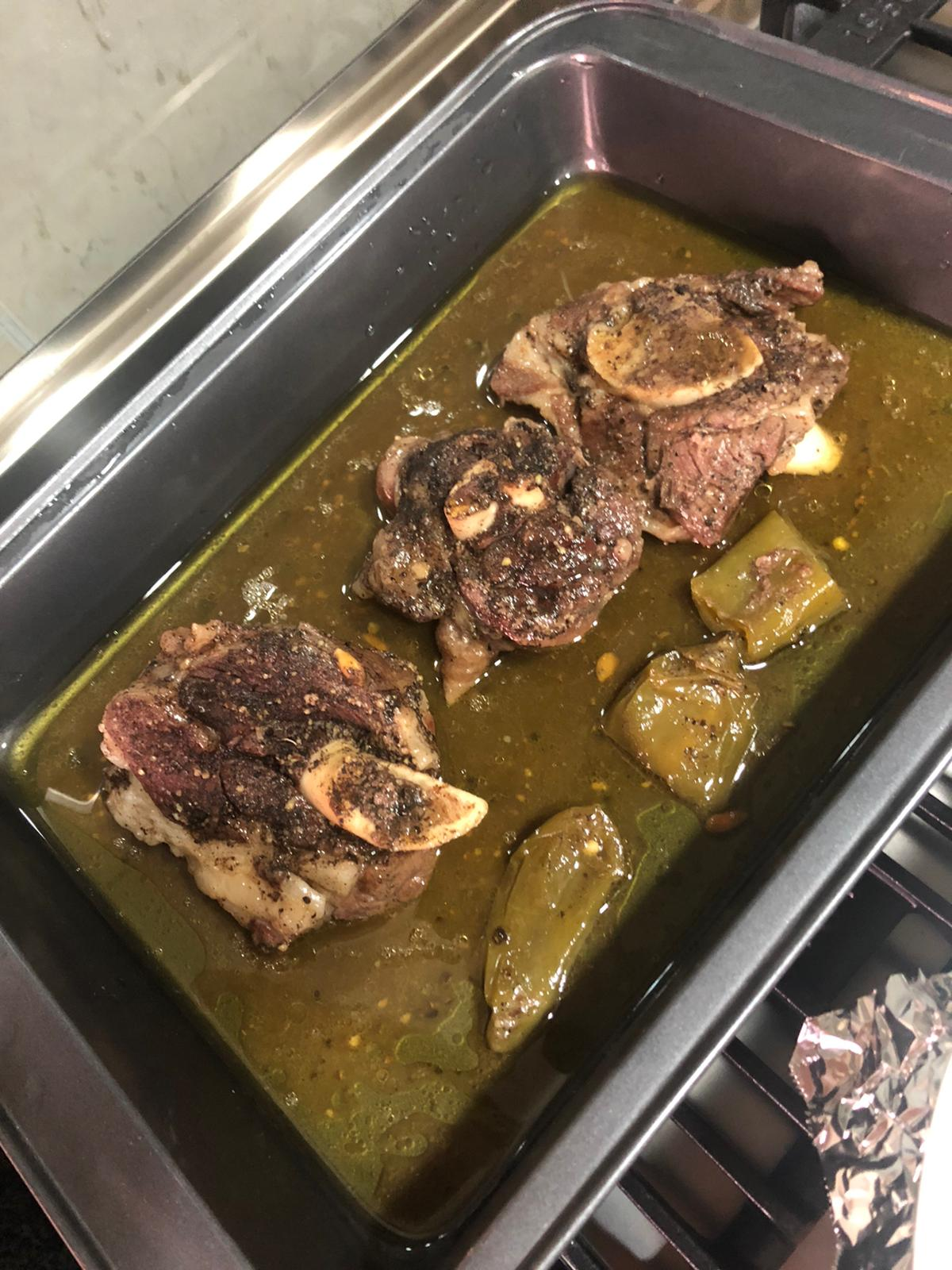
صاجية ضلوع اللحم المشوي على الطريقة الفلسطينية

المشوي في المطبخ العربي هو كل ما يشوى من لحم الأغنام أو الضأن من الأحسن على الفحم، وهي كلمة عربية من الفعل «شوى»، ويحظى هذا الطبق بشعبية كبيرة في الوطن العربي وبلدان أخرى مثل إيران وباكستان، ويمكن أن تستخدم كل أنواع اللحوم للشوي ومن أمثلتها شيش طاووق (بلحم الدجاج).